# Eradikation
Eradikation eller eradikationsbehandling er den kur eller medicinske behandling der bruges til bekæmpelse af Helicobacter pylori. Kuren i Danmark består typisk af 2 typer antibiotika samt supplement af en syrepumpehæmmer. Varigheden af kuren er mellem 7-14 dage for antibiotikaen, mens syrepumpehæmmeren oftes gives en længere periode på op til 1 måned.

## Den medicinske behandling af Helicobacter pylori
HP-infektion hos voksne er normalt en kronisk infektion og vil ikke hele uden specifik behandling, dog har man set tilfælde af spontan ”heling” i barndommen, hvilket givetvis skyldes antibiotisk behandling af anden årsag.
Før 1970’erne var medicinsk behandling den kirurgiske underlegen og den gængse behandling af mavesår var på daværende tidspunkt ventrikelresektioner der senere blev udkonkurreret af den mere selektive parietalcellevagotomi, der specifikt sigter mod kun at denervere den syre- og pepsinproducerende øverste 2/3 af ventriklen og som desuden har en lavere mortalitet (mellem 0 og 0,8%) og bivirkningsfrekvens. Indførelsen af histamin-2-receptorantagonisterne blev en ny landvinding for den medicinske behandling og endnu mere med fremstillingen af de mere potente proton(syre)pumpehæmmere (PPI). Og med Marshall og Warrens opdagelser i starten af 80’erne blev et nyt kapitel åbnet i bogen om den medicinske behandling 
De europæiske behandlingsguidelines
To gange har ”the European Helicobacter Pylori Study Group” været samlet, hvilket skete første gang i Maastricht i 1996 og senest i september år 2000. Ved seneste møde bestod gruppen af 76 deltagere fra 28 lande – alle specialister (alm. praktiserende læger og speciallæger) inden for HP. Gruppens opgave var at udforme og vedtage en konsensus-politik vedrørende behandlingen af HP og mødet udmøntede sig i ”the Maastricht guidelines”, som er baseret på den seneste evidens, men hvori der lægges op til lokale tilpasninger.
Maastricht guidelines anbefaler at førstevalgsbehandlingen er en PPI i form af Esomeprazol, Lansoprazol, Omeprazol, Pantoprazol eller Rabeprazol. I lande hvor Ranitidinbismuthcitrat (RBC) forhandles kan det erstatte PPI, men hvad enten der benyttes en PPI eller RBC, så anbefales det kombineret med Clarithromycin og Amoxicillin, mens et alternativ er kombinationen PPI/RBC + Clarithromycin og Metronidazol. Der opfordres til ikke at starte med Metronidazol som førstevalg, men gemme det til tilfælde med behandlingssvigt af det primære regime eller i tilfælde af penicillinallergi, hvor det er beregnet som førstevalg.
Kombinationen en PPI med 2 antibiotika, benyttes idet det sure miljø i ventriklen nedsætter effekten af visse antibiotika og kombinationen af 2 antibiotika sammen øger helingsraten og reducerer risikoen for resistens.

## De danske behandlingsguidelines
De danske behandlingsguidelines i Lægemiddelkataloget/Medicin.dk læner sig op af ” the Maastricht guidelines”: Førstevalget er Amoxicillin (1 g x 2) + Clarithromycin (500 mg x 2) med en behandlingsvarighed på 7 dage. Andetvalget er Clarithromycin (500 mg x 2) + Metronidazol (400-500 mg x 2) med en behandlingsvarighed på 7 dage. Tredjevalget er Metronidazol (400-500 mg x 2) + Amoxicillin (750 mg x 3 eller 1 g x 2) med en behandlingsvarighed på 7-14 dage.
De danske PPI udgøres af: Esomeprazol (20 mg x 2) eller Lansoprazol (30 mg x 2) eller Omeprazol (20 mg x 2) eller Pantoprazol (40 mg x 2) eller Rabeprazol (20 mg x 2).
Bivirkninger til eradikationsbehandling forekommer hos op til 21% af patienterne. Amoxicillins typiske bivirkninger er diarre og allergisk reaktion med hududslæt, mens både Metronidazol og Clarithromycins hyppigste bivirkning er en metalsmag i munden. Metronidazol kan desuden være årsag til perifer neuropati og desuden har indtag af Metronidazol det forbehold at patienten skal informeres om at undgå samtidig indtag af alkohol, idet Metronidazol kan fremkalde en disulfiram/antabus-lignende reaktion i kombination med indtag af alkohol. Clarithromycin kan medføre ændret smagssans, kvalme og opkastninger, abdominalsmerter og yderst sjældent ses forlænget QT interval. Bivirkninger til PPI er sjældne. 
Da de fleste af de nævnte bivirkninger er af mild karakter, må det forventes at bivirkninger kun i ringe grad er årsag til behandlingsophør.